# Campionati svizzeri di ciclismo su strada
I campionati svizzeri di ciclismo su strada sono la manifestazione annuale di ciclismo su strada che assegna il titolo di Campione di Svizzera. I vincitori hanno il diritto di indossare per un anno la maglia di campione svizzero, come accade per il campione mondiale. Dal 1995 si corre anche una prova a cronometro. I plurivincitori della corsa sono Heiri Suter e Ferdi Kübler per la prova in linea con 5 successi ciascuno e Fabian Cancellara per la prova a cronometro con 10 successi.

## Campioni in carica
| Uomini Elite | Uomini Elite    | Uomini Elite |
| ------------ | --------------- | ------------ |
| In linea     | Mauro Schmid    |              |
| Cronometro   | Mauro Schmid    |              |
| Donne Elite  |                 |              |
| In linea     | Steffi Häberlin |              |
| Cronometro   | Marlen Reusser  |              |

## Albo d'oro

### Titoli maschili
Aggiornato all'edizione 2025.
| Anno | Vincitore             | Secondo               | Terzo                |
| ---- | --------------------- | --------------------- | -------------------- |
| 1892 | Edouard Wicky         | Eugène Wicky          | Robert Crausaz       |
| 1893 | Edouard Wicky         | Théodore Champion     | Arnold Bozino        |
| 1894 | Henri Favre           | Serge Sarzano         | Gaston Beguin        |
| 1895 | Henri Favre           | Jacques Gonzet        | Arnold Bozino        |
| 1896 | Jean Vionnet          | Henri Favre           | Ernst Kaeser         |
| 1897 | Jean Vionnet          | Charles Calame        | Jean Bron            |
| 1898 | Albert Furrer         | Emile Barrot          | Georg Isler          |
| 1899 | Fritz Ryser           | Charles Calame        | Georg Isler          |
| 1900 | Charles Lugon         | Albert Dubach         | Franz Jucker         |
| 1902 | Albert Dubach         | Paul Locher           | Albert Mamie         |
| 1904 | Alexandre Castellino  | Marcel Lequatre       | Charles Piquet       |
| 1908 | Henri Rheinwald       | Heinrich Gaugler      | Franz Suter          |
| 1909 | Charles Guyot         | Henri Rheinwald       | Marcel Lequatre      |
| 1910 | Charles Guyot         | Robert Chopard        | Erwin Kohler         |
| 1911 | Robert Chopard        | Emile Chopard         | Konrad Werfeli       |
| 1911 | Marcel Perrière       | Henri Rheinwald       | Otto Wiedmer         |
| 1912 | Henri Rheinwald       | Charles Guyot         | Maurice Grec         |
| 1913 | Otto Wiedmer          | Marcel Perrière       | Henri Rheinwald      |
| 1914 | Oscar Egg             | Henri Rheinwald       | Marcel Perrière      |
| 1915 | Marcel Perrière       | Charles Guyot         | Paul Suter           |
| 1916 | Marcel Perrière       | Arnold Grandjean      | Henri Rheinwald      |
| 1917 | Ernst Kaufmann        | Marcel Perrière       | Marcel Lequatre      |
| 1918 | Ernst Kaufmann        | Henri Suter           | Heinrich Wegmann     |
| 1919 | Henri Rheinwald       | Marcel Lequatre       | Walter Rochat        |
| 1920 | Henri Suter           | Max Suter             | Otto Wiedmer         |
| 1921 | Henri Suter           | Charles Guyot         | Charles Perrière     |
| 1922 | Henri Suter           | Henri Collé           | Marius Demierre      |
| 1923 | Henri Guillod         | Henri Suter           | Kastor Notter        |
| 1924 | Kastor Notter         | Henri Reymond         | Henri Collé          |
| 1925 | Kastor Notter         | Henri Suter           | Henri Reymond        |
| 1926 | Henri Suter           | Albert Blattmann      | Roger Pipoz          |
| 1927 | Kastor Notter         | Albert Blattmann      | Henri Reymond        |
| 1928 | Albert Blattmann      | Georges Antenen       | Eugen Schlegel       |
| 1929 | Henri Suter           | Georges Antenen       | Albert Meyer         |
| 1930 | Georges Antenen       | Albert Blattmann      | Gérard Wuilleumier   |
| 1931 | Albert Büchi          | Georges Antenen       | Alfred Bula          |
| 1932 | Auguste Erne          | Albert Büchi          | Ernst Meier          |
| 1933 | Georges Antenen       | Roger Pipoz           | Theo Heimann         |
| 1934 | Hans Gilgen           | Kurt Stettler         | Walter Blattmann     |
| 1935 | Paul Egli             | Auguste Erne          | Fritz Hartmann       |
| 1936 | Paul Egli             | Karl Litschi          | Albert Büchi         |
| 1937 | Leo Amberg            | Robert Zimmermann     | Werner Buchwalder    |
| 1938 | Leo Amberg            | Hans Martin           | Werner Buchwalder    |
| 1939 | Karl Litschi          | Fritz Saladin         | Hans Martin          |
| 1940 | Edgar Buchwalder      | Hans Martin           | Werner Buchwalder    |
| 1941 | Karl Litschi          | Paul Egli             | Walter Diggelmann    |
| 1942 | Edgar Buchwalder      | Hans Knecht           | Leo Amberg           |
| 1943 | Hans Knecht           | Ernst Naef            | Fritz Stocker        |
| 1944 | Ernst Naef            | Josef Wagner          | Hans Maag            |
| 1945 | Ernst Wuthrich        | Josef Wagner          | Leo Weilenmann       |
| 1946 | Hans Knecht           | Werner Buchwalder     | Ernst Naef           |
| 1947 | Hans Knecht           | Karl Litschi          | Pietro Tarchini      |
| 1948 | Ferdi Kübler          | Georges Aeschilmann   | Emilio Croci-Torti   |
| 1949 | Ferdi Kübler          | Emilio Croci-Torti    | Fritz Schaer         |
| 1950 | Ferdi Kübler          | Fritz Schaer          | Gottfried Weilenmann |
| 1951 | Ferdi Kübler          | Giovanni Rossi        | Fritz Zbinden        |
| 1952 | Gottfried Weilenmann  | Carlo Lafranchi       | Jean Brun            |
| 1953 | Fritz Schaer          | Marcel Huber          | Carlo Lafranchi      |
| 1954 | Ferdi Kübler          | Fritz Schaer          | Carlo Clerici        |
| 1955 | Hugo Koblet           | Carlo Clerici         | Hans Hollenstein     |
| 1956 | Rolf Graf             | Attilio Moresi        | Fritz Gallati        |
| 1957 | Hans Hollenstein      | Max Schellenberg      | Toni Gräser          |
| 1958 | Jean-Claude Grêt      | Toni Gräser           | Oscar Von Büren      |
| 1959 | Rolf Graf             | Attilio Moresi        | Fritz Gallati        |
| 1960 | René Strehler         | Rolf Graf             | Erwin Lutz           |
| 1961 | Ernst Fuchs           | Rolf Graf             | Rolf Maurer          |
| 1962 | Rolf Graf             | Giovanni Albisetti    | Attilio Moresi       |
| 1963 | Attilio Moresi        | Rolf Maurer           | Rudolf Hauser        |
| 1964 | Rudolf Hauser         | Manfred Haeberli      | Robert Hintermüller  |
| 1965 | Robert Hagmann        | Werner Weber          | Willy Spühler        |
| 1966 | Paul Zollinger        | Hans Stadelmann       | Louis Pfenninger     |
| 1967 | Alfred Rüegg          | Willy Spühler         | René Binggeli        |
| 1968 | Karl Brand            | Peter Abt             | Emil Zimmermann      |
| 1969 | Bernard Vifian        | Louis Pfenninger      | Erwin Thalmann       |
| 1970 | Kurt Rub              | Erwin Thalmann        | Peter Abt            |
| 1971 | Louis Pfenninger      | Jürg Schneider        | Erwin Thalmann       |
| 1972 | Josef Fuchs           | Louis Pfenninger      | Erich Spahn          |
| 1973 | Josef Fuchs           | Louis Pfenninger      | Bruno Hubschmid      |
| 1974 | Roland Salm           | Louis Pfenninger      | Ueli Sutter          |
| 1975 | Roland Salm           | Josef Fuchs           | Ueli Sutter          |
| 1976 | Roland Salm           | Ueli Sutter           | Roland Schär         |
| 1977 | Roland Salm           | René Savary           | Guido Amrhein        |
| 1978 | Gody Schmutz          | Erwin Lienhard        | Josef Fuchs          |
| 1979 | Hansjörg Aemisegger   | Bruno Wolfer          | Guido Amrhein        |
| 1980 | Gody Schmutz          | Erwin Lienhard        | Daniel Gisiger       |
| 1981 | Stefan Mutter         | Daniel Gisiger        | Erwin Lienhard       |
| 1982 | Gilbert Glaus         | Bruno Wolfer          | Daniel Muller        |
| 1983 | Serge Demierre        | Stefan Mutter         | Gottfried Schmutz    |
| 1984 | Erich Maechler        | Hubert Seiz           | Gilbert Glaus        |
| 1985 | Gody Schmutz          | Urs Freuler           | Heinz Imboden        |
| 1986 | Urs Zimmermann        | Jörg Müller           | Jean-Marie Grezet    |
| 1987 | Jörg Müller           | Pascal Richard        | Daniel Gisiger       |
| 1988 | Hubert Seiz           | Guido Winterberg      | Fabian Fuchs         |
| 1989 | Pascal Richard        | Niki Rüttimann        | Herbert Niederberger |
| 1990 | Rolf Järmann          | Hans-Rudi Marki       | Tony Rominger        |
| 1991 | Laurent Dufaux        | Daniel Steiger        | Mauro Gianetti       |
| 1992 | Thomas Wegmüller      | Erich Maechler        | Beat Zberg           |
| 1993 | Pascal Richard        | Rolf Järmann          | Mauro Gianetti       |
| 1994 | Felice Puttini        | Karl Kalin            | Rocco Cattaneo       |
| 1995 | Felice Puttini        | Pascal Richard        | Rolf Järmann         |
| 1996 | Armin Meier           | Beat Zberg            | Oscar Camenzind      |
| 1997 | Oscar Camenzind       | Roland Meier          | Niki Aebersold       |
| 1998 | Niki Aebersold        | Armin Meier           | Frantz Hotz          |
| 1999 | Armin Meier           | Daniel Schnider       | Mauro Gianetti       |
| 2000 | Markus Zberg          | Marcel Strauss        | Roger Beuchat        |
| 2001 | Martin Elmiger        | Pierre Bourquenoud    | Daniel Schnider      |
| 2002 | Alexandre Moos        | Roger Beuchat         | Pierre Bourquenoud   |
| 2003 | Daniel Schnider       | Roger Beuchat         | Niki Aebersold       |
| 2004 | Grégory Rast          | Sascha Urweider       | Oscar Camenzind      |
| 2005 | Martin Elmiger        | Alexandre Moos        | Marcel Strauss       |
| 2006 | Grégory Rast          | Marcel Strauss        | Aurélien Clerc       |
| 2007 | Beat Zberg            | Fabian Cancellara     | David Loosli         |
| 2008 | Markus Zberg          | Martin Elmiger        | Mathias Frank        |
| 2009 | Fabian Cancellara     | Mathias Frank         | Thomas Frei          |
| 2010 | Martin Elmiger        | Simon Zahner          | Pirmin Lang          |
| 2011 | Fabian Cancellara     | Steve Morabito        | Martin Kohler        |
| 2012 | Martin Kohler         | Michael Albasini      | Fabian Cancellara    |
| 2013 | Michael Schär         | Martin Elmiger        | Martin Kohler        |
| 2014 | Martin Elmiger        | Michael Albasini      | Steve Morabito       |
| 2015 | Danilo Wyss           | Sébastien Reichenbach | Mathias Frank        |
| 2016 | Jonathan Fumeaux      | Pirmin Lang           | Steve Morabito       |
| 2017 | Silvan Dillier        | Stefan Küng           | Kilian Frankiny      |
| 2018 | Steve Morabito        | Patrick Schelling     | Michael Schär        |
| 2019 | Sébastien Reichenbach | Simon Pellaud         | Mathias Frank        |
| 2020 | Stefan Küng           | Danilo Wyss           | Simon Pellaud        |
| 2021 | Silvan Dillier        | Simon Pellaud         | Johan Jacobs         |
| 2022 | Robin Froidevaux      | Sébastien Reichenbach | Colin Stüssi         |
| 2023 | Marc Hirschi          | Antoine Debons        | Simon Pellaud        |
| 2024 | Mauro Schmid          | Simon Pellaud         | Stefan Bissegger     |
| 2025 | Mauro Schmid          | Marc Hirschi          | Valentin Darbellay   |

| Anno | Vincitore          | Secondo             | Terzo              |
| ---- | ------------------ | ------------------- | ------------------ |
| 1993 | Viktor Kunz        | Roland Meier        | Albert Hürlimann   |
| 1994 | Roman Jeker        | Beat Zberg          | Andreas Aeschbach  |
| 1995 | Roland Meier       | Philip Buschor      | Beat Meister       |
| 1998 | Beat Zberg         | Bruno Boscardin     | Roland Meier       |
| 2000 | Patrick Calcagni   | Bruno Boscardin     | Jean Nuttli        |
| 2001 | Jean Nuttli        | Fabian Cancellara   | Rubens Bertogliati |
| 2002 | Fabian Cancellara  | Jean Nuttli         | Rubens Bertogliati |
| 2004 | Fabian Cancellara  | Fabian Jeker        | Jean Nuttli        |
| 2005 | Fabian Cancellara  | Martin Elmiger      | Fabian Jeker       |
| 2006 | Fabian Cancellara  | Simon Sahärer       | Simon Zahner       |
| 2007 | Fabian Cancellara  | Simon Zahner        | David Victoria     |
| 2008 | Fabian Cancellara  | Rubens Bertogliati  | Andreas Dietziker  |
| 2009 | Rubens Bertogliati | Mathias Frank       | Thomas Frei        |
| 2010 | Rubens Bertogliati | Alexander Aeschbach | Martin Elmiger     |
| 2011 | Martin Kohler      | Marcel Wyss         | Mathias Frank      |
| 2012 | Fabian Cancellara  | Thomas Frei         | Martin Elmiger     |
| 2013 | Fabian Cancellara  | Martin Elmiger      | Reto Hollenstein   |
| 2014 | Fabian Cancellara  | Stefan Küng         | Silvan Dillier     |
| 2015 | Silvan Dillier     | Reto Hollenstein    | Steve Morabito     |
| 2016 | Fabian Cancellara  | Reto Hollenstein    | Simon Pellaud      |
| 2017 | Stefan Küng        | Silvan Dillier      | Théry Schir        |
| 2018 | Stefan Küng        | Silvan Dillier      | Tom Bohli          |
| 2019 | Stefan Küng        | Marc Hirschi        | Reto Hollenstein   |
| 2020 | Stefan Küng        | Silvan Dillier      | Stefan Bissegger   |
| 2021 | Stefan Küng        | Marc Hirschi        | Théry Schir        |
| 2022 | Joël Suter         | Mauro Schmid        | Tom Bohli          |
| 2023 | Stefan Bissegger   | Yannis Voisard      | Noah Bögli         |
| 2024 | Stefan Küng        | Stefan Bissegger    | Jan Christen       |
| 2025 | Mauro Schmid       | Stefan Bissegger    | Yannis Voisard     |

### Titoli femminili
Aggiornato all'edizione 2025.
| Anno | Vincitrice             | Seconda              | Terza                |
| ---- | ---------------------- | -------------------- | -------------------- |
| 1982 | Stefania Carmine       | Yolanda Kalt         | Evelyne Müller       |
| 1983 | Evelyne Müller         | Stefania Carmine     | Yolanda Kalt         |
| 1984 | Edith Schönenberger    | Barbara Erdin-Ganz   | Yolanda Kalt         |
| 1985 | Edith Schönenberger    | Stefania Carmine     | Barbara Erdin-Ganz   |
| 1986 | Edith Schönenberger    | Barbara Erdin-Ganz   | Stefania Carmine     |
| 1987 | Edith Schönenberger    | Evelyne Müller       | Nicole Suter         |
| 1988 | Isabelle Michel        | Edith Schönenberger  | Barbara Erdin-Ganz   |
| 1989 | Edith Schönenberger    | Luzia Zberg          | Evelyne Müller       |
| 1990 | Barbara Heeb           | Sandra Krauer        | Beatrice Horisberger |
| 1991 | Luzia Zberg            | Barbara Erdin-Ganz   | Yvonne Schnorf-Wabel |
| 1992 | Luzia Zberg            | Barbara Erdin-Ganz   | Barbara Heeb         |
| 1993 | Luzia Zberg            | Maria Heim           | Diana Rast           |
| 1994 | Luzia Zberg            | Barbara Heeb         | Carmen Da Ronch      |
| 1995 | Barbara Heeb           | Luzia Zberg          | Diana Rast           |
| 1996 | Maria Heim             | Yvonne Schnorf-Wabel | Barbara Heeb         |
| 1997 | Yvonne Schnorf-Wabel   | Barbara Heeb         | Diana Rast           |
| 1998 | Barbara Heeb           | Diana Rast           | Yvonne Schnorf-Wabel |
| 1999 | Priska Doppmann        | Nicole Brändli       | Yvonne Schnorf-Wabel |
| 2000 | Diana Rast             | Yvonne Schnorf-Wabel | Priska Doppmann      |
| 2001 | Nicole Brändli         | Priska Doppmann      | Marcia Vouets-Eicher |
| 2002 | Nicole Brändli         | Priska Doppmann      | Marcia Vouets-Eicher |
| 2003 | Nicole Brändli         | Barbara Heeb         | Diana Rast           |
| 2004 | Sereina Trachsel       | Nicole Hofer         | Sarah Grab           |
| 2005 | Sereina Trachsel       | Nicole Brändli       | Annette Beutler      |
| 2006 | Annette Beutler        | Nicole Brändli       | Patricia Schwager    |
| 2007 | Sereina Trachsel       | Annette Beutler      | Nicole Brändli       |
| 2008 | Jennifer Hohl          | Pascale Schnider     | Emilie Aubry         |
| 2009 | Jennifer Hohl          | Bettina Kuhn         | Andrea Wolfer        |
| 2010 | Emilie Aubry           | Pascale Schnider     | Doris Schweizer      |
| 2011 | Pascale Schnider       | Patricia Schwager    | Jennifer Hohl        |
| 2012 | Jennifer Hohl          | Andrea Wolfer        | Emilie Aubry         |
| 2013 | Doris Schweizer        | Sandra Weiss         | Emilie Aubry         |
| 2014 | Mirjam Gysling-Marzohl | Linda Indergand      | Doris Schweizer      |
| 2015 | Jolanda Neff           | Marcia Vouets-Eicher | Doris Schweizer      |
| 2016 | Doris Schweizer        | Nicole Hanselmann    | Jutta Stienen        |
| 2017 | Nicole Hanselmann      | Marlen Reusser       | Jutta Stienen        |
| 2018 | Jolanda Neff           | Sina Frei            | Nicole Hanselmann    |
| 2019 | Marlen Reusser         | Elise Chabbey        | Jutta Stienen        |
| 2020 | Elise Chabbey          | Linda Indergand      | Lara Krähemann       |
| 2021 | Marlen Reusser         | Elise Chabbey        | Noemi Rüegg          |
| 2022 | Caroline Baur          | Noemi Rüegg          | Sina Frei            |
| 2023 | Marlen Reusser         | Elena Hartmann       | Elise Chabbey        |
| 2024 | Noemi Rüegg            | Linda Zanetti        | Caroline Baur        |
| 2025 | Steffi Häberlin        | Elise Chabbey        | Noemi Rüegg          |

| Anno | Vincitrice         | Seconda              | Terza                    |
| ---- | ------------------ | -------------------- | ------------------------ |
| 1993 | Barbara Erdin-Ganz | Luzia Zberg          | Yvonne Schnorf-Wabel     |
| 1994 | Luzia Zberg        | Béatrice Angele      | Barbara Erdin-Ganz       |
| 1995 | Luzia Zberg        | Barbara Heeb         | Alexandra Bähler         |
| 1996 | Barbara Heeb       | Diana Rast           | Marcia Vouets-Eicher     |
| 1997 | Barbara Heeb       | Marcia Vouets-Eicher | Diana Rast               |
| 1998 | Karin Moebes       | Marcia Vouets-Eicher | Diana Rast               |
| 2000 | Nicole Brändli     | Priska Doppmann      | Marcia Vouets-Eicher     |
| 2001 | Priska Doppmann    | Karin Thürig         | Nicole Brändli           |
| 2002 | Karin Thürig       | Nicole Brändli       | Priska Doppmann          |
| 2004 | Karin Thürig       | Priska Doppmann      | Nicole Brändli           |
| 2005 | Karin Thürig       | Priska Doppmann      | Pascale Schnider         |
| 2006 | Karin Thürig       | Pascale Schnider     | Franziska Roethlin       |
| 2007 | Karin Thürig       | Priska Doppmann      | Pascale Schnider         |
| 2008 | Karin Thürig       | Sereina Trachsel     | Priska Doppmann          |
| 2009 | Karin Thürig       | Patricia Schwager    | Pascale Schnider         |
| 2010 | Pascale Schnider   | Patricia Schwager    | Marielle Saner-Guinchard |
| 2011 | Pascale Schnider   | Patricia Schwager    | Caroline Steffen         |
| 2012 | Patricia Schwager  | Jutta Stienen        | Andrea Wolfer            |
| 2013 | Patricia Schwager  | Doris Schweizer      | Jutta Stienen            |
| 2014 | Linda Indergand    | Doris Schweizer      | Nicole Hanselmann        |
| 2015 | Doris Schweizer    | Ramona Forchini      | Marcia Vouets-Eicher     |
| 2016 | Doris Schweizer    | Nicole Hanselmann    | Jutta Stienen            |
| 2017 | Marlen Reusser     | Marcia Eicher        | Nicole Hanselmann        |
| 2018 | Nicole Hanselmann  | Nicola Spirig        | Marcia Eicher            |
| 2019 | Marlen Reusser     | Marcia Eicher        | Elise Chabbey            |
| 2020 | Marlen Reusser     | Elise Chabbey        | Kathrin Stirnemann       |
| 2021 | Marlen Reusser     | Melanie Maurer       | Fabienne Buri            |
| 2022 | Elena Hartmann     | Melanie Maurer       | Michelle Stark           |
| 2023 | Elena Hartmann     | Nicole Suter         | Michelle Stark           |
| 2024 | Elena Hartmann     | Noemi Rüegg          | Léa Stern                |
| 2025 | Marlen Reusser     | Jasmin Liechti       | Elena Hartmann           |